# Rafael (Fußballspieler, 1989)
Rafael (* 22. Juni 1989 in Coronel Fabriciano; voller Name Rafael Pires Monteiro) ist ein brasilianischer Fußballspieler. Rafael zählt zu den besten Torhütern Brasiliens. Bereits in seiner Jugendzeit spielte er für U-20-Nationalmannschaft Brasiliens.

## Karriere

### Verein
Beim Cruzeiro EC hat er sämtliche Jugendmannschaften durchlaufen und wurde bereits früh zu den Jugendnationalmannschaften berufen. Seit der Saison 2013 ersetzte er gelegentlich den Stammtorwart Fábio. Nach dessen Verletzung in der Série A 2016 ersetzte er diesen bis zum Ende der Saison. In der Saison 2017 kam Rafael zu seinem ersten Einsatz auf internationaler Klubebene. In der Copa Sudamericana 2017. Am 5. April 2017 traf Cruzeiro auf den Club Nacional aus Uruguay.
Nachdem Cruzeiro am Ende der Série A 2019 absteigen musste und der Klub aufgrund finanziellen Schwierigkeiten auch bei den Gehältern Zahlungsrückstände hatte, erreichte Rafael seine Kündigung bei Cruzeiro mittels Gerichtentscheids. Im Februar 2020 unterzeichnete er beim Lokalrivalen Atlético Mineiro. Nachdem er bei Mineiro zunächst als Stammspieler aufgelaufen war, kam er nach einer roten Karte am neunten Spieltag der Série A 2020 in der 16. Minute gegen den FC Santos nur noch zu zwei Einsätzen. Auch in der Saison 2021 kam er über die Rolle eines Reservspielers nicht hinaus. Konnte mit dem Klub aber im Mai die Staatsmeisterschaft, im Dezember die Meisterschaft in der Série A 2021 und den Copa do Brasil 2021 feiern.
Im Dezember 2022 wurde der Wechsel von Rafael zum FC São Paulo bekannt. Der Kontrakt erhielt eine Laufzeit bis Dezember 2025. Die Ablösesumme betrug fünf Millionen Real. Mit dem Klub konnte er 2023 zum vierten Mal den Copa do Brasil gewinnen.

### Nationalmannschaft
Mit der U-20 Nationalmannschaft gewann er 2009 die Südamerikameisterschaft. Anfang März 2024 wurde Rafael durch Nationaltrainer Dorival Júnior für Freundschaftsspiele des A-Kaders am 23. und 26. des Monats gegen England und Spanien berufen.

## Erfolge
Nationalmannschaft
- U-20-Fußball-Südamerikameisterschaft: 2009

Cruzeiro
- Copa São Paulo de Futebol Júnior: 2007
- Campeonato Brasileiro de Futebol Sub-20: 2007
- Staatsmeisterschaft von Minas Gerais: 2008, 2009, 2011, 2014, 2018, 2019
- Campeonato Brasileiro de Futebol: 2013, 2014
- Copa do Brasil: 2017, 2018

Atlético Mineiro
- Staatsmeisterschaft von Minas Gerais: 2020, 2021, 2022
- Campeonato Brasileiro de Futebol: 2021
- Copa do Brasil: 2021
- Supercopa do Brasil: 2022

São Paulo
- Copa do Brasil: 2023
- Supercopa do Brasil: 2024